# 永远争第一
“永远争第一”是一句口号，最早由中国足球超级联赛北京国安足球俱乐部于1995年提出，该俱乐部也是目前唯一使用这个口号的中国体育俱乐部。

## 起源
1995年，时任北京国安队教练的金志扬接替唐鹏举成为了球队的主教练。其时，在国安董事会确定新一年球队目标的会议上，俱乐部领导提出国安队“永远要争第一”，就算争不到，也要有争第一的勇气与志气。
金志扬以董事会决议为基础，提炼升华，提出了“永远争第一”的口号，并在当年2月接受《足球报》采访的时候，首次将这一目标见诸报端。不过由于受到1994赛季糟糕的联赛成绩影响，一开始这个口号并未引起公众的足够重视，然而随着1995年北京国安在甲A联赛和国际友谊赛中连战连捷，“永远要争第一”逐渐变得广为人知。同年，伴随着一台名为“国安永远争第一”的晚会（即1995年国安答谢首都各界文艺晚会），俱乐部正式确认球队的目标是“永远争第一”，即“国安永远争第一”，而俱乐部的同名队歌也随之发布，相关商品上也往往印有这一标语。由于甲A时期一直争不到第一，一直被竞争对手耻笑“争不到第一”。2009赛季，北京国安获得了联赛历史上的第一座冠军奖杯，赛后国安俱乐部副总张路在接受采访的时候表示：“我们的目标就是永远争冠军，我们现在已经夺冠了，我们明年还要卫冕，还要为冠军而战。我们的目标就是永远争第一！”

## 影响
“永远争第一”的口号已经问世二十年有余，由于战绩不佳一直被嘲笑是阿Q精神，但仍然显示出旺盛的生命力，其已被北京球迷广为接纳。不仅这个口号在目前中国足球俱乐部中流传范围最广，流传时间最久，而且以与该口号同名的北京国安队队歌也是所有中国足球俱乐部队歌中最早诞生、同时也是最为经久不衰的一首。十多年来，“永远争第一”已经成为了北京国安俱乐部的一个象征，而通常足球媒体所谈论的所谓“国安精神”即指代“永远争第一”。

## 花絮
- 虽然目前的口号是5个汉字，即国安“永远争第一”，但在1995年这个口号刚刚出现的时候，确实是6个汉字，即“永远要争第一”。